# Нора (тауншип, округ Поп, Миннесота)
Нора (англ. Nora) — тауншип в округе Поп, Миннесота, США. На 2000 год его население составило 207 человек.

## География
По данным Бюро переписи населения США площадь тауншипа составляет 93,7 км², из которых 87,5 км² занимает суша, а 6,2 км² — вода (6,60 %).

## Демография
По данным переписи населения 2000 года здесь находились 207 человек, 84 домохозяйства и 59 семей.  Плотность населения —  2,4 чел./км².  На территории тауншипа расположено 93 постройки со средней плотностью 1,1 построек на один квадратный километр. Расовый состав населения: 100,00 % белых.
Из 84 домохозяйств в 26,2 % воспитывались дети до 18 лет, в 67,9 % проживали супружеские пары, в 3,6 % проживали незамужние женщины и в 28,6 % домохозяйств проживали несемейные люди. 23,8 % домохозяйств состояли из одного человека, при том 8,3 % из — одиноких пожилых людей старше 65 лет. Средний размер домохозяйства — 2,46, а семьи — 2,97 человека.
24,2 % населения — младше 18 лет, 6,8 % — в возрасте от 18 до 24 лет, 27,5 % — от 25 до 44, 27,1 % — от 45 до 64, и 14,5 % — старше 65 лет. Средний возраст — 41 год. На каждые 100 женщин приходилось 91,7 мужчин.  На каждые 100 женщин старше 18 приходилось 98,7 мужчин.
Средний годовой доход домохозяйства составлял 33 250 долларов, а средний годовой доход семьи —  39 583 доллара. Средний доход мужчин —  27 917  долларов, в то время как у женщин — 20 000. Доход на душу населения составил 16 833 доллара. За чертой бедности находились 3,9 % семей и 7,7 % всего населения тауншипа, из которых 4,3 % старше 65 лет.